# Venzone
Venzone (Vençon en frioulan) est une commune italienne de la province d'Udine, dans la région autonome du Frioul-Vénétie Julienne.

## Monuments
- Remparts et portes de ville.
- Vestiges de l'ancien château.
- Hôtel de Ville.
- Cathédrale Saint-André.
- Chapelle Saint-Michel ou ancien baptistère. Sa crypte abrite une collection de momies (du XIVe au XIXe siècle), dont un noble originaire de Venzone, Paolo Marpillero. En 1807, Napoléon passa visiter cette singulière exposition de momies. L'origine de cette momification naturelle est un champignon Hypha tombicina présent dans le sol de la cathédrale voisine d'où proviennent les momies. La première momie fut découverte en 1664 et appelée il Gobbo (le Bossu) en raison de sa difformité. Cinq des nombreuses momies trouvées dans la cathédrale sont actuellement exposées.

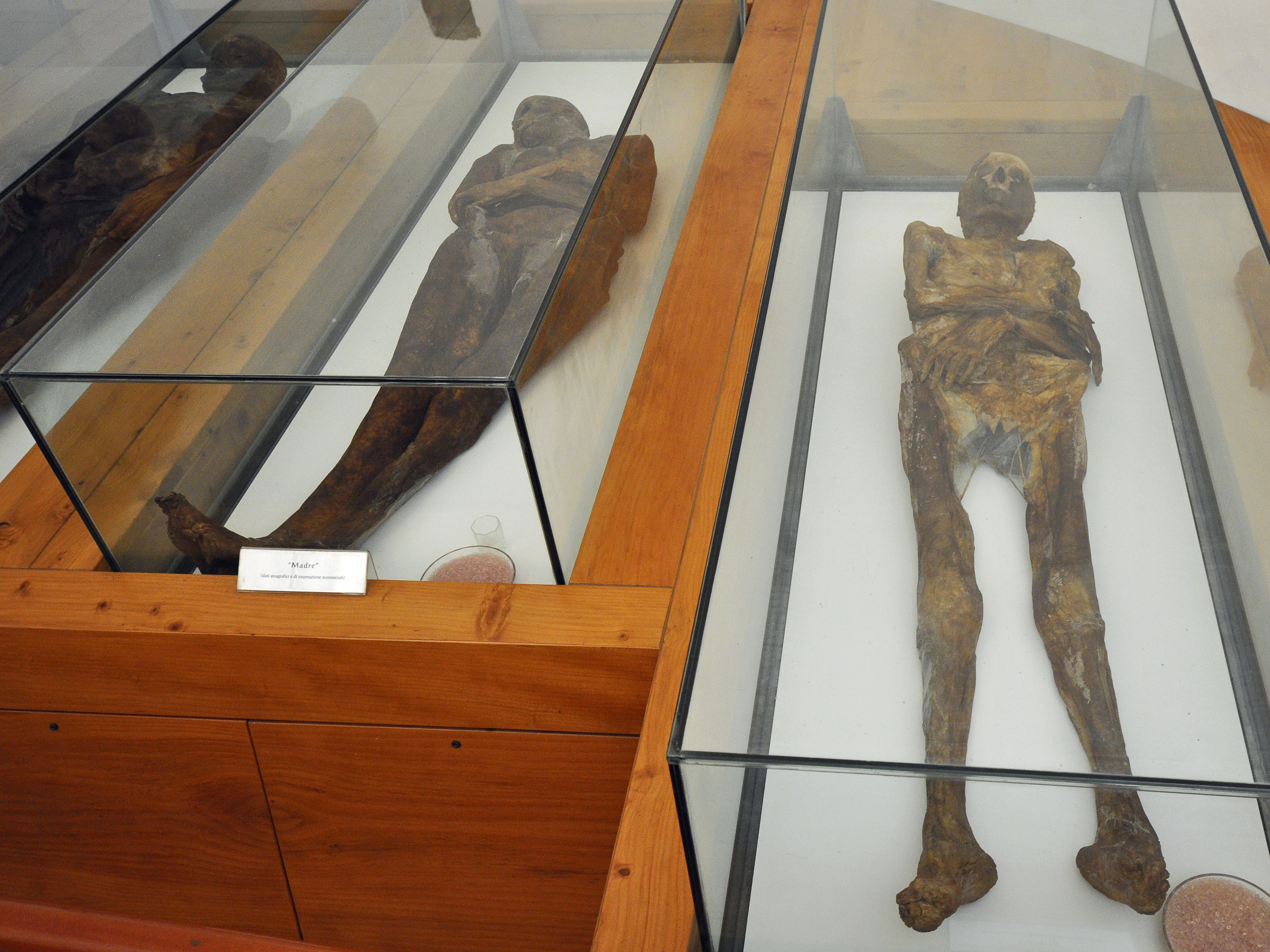
Momies de Venzone (crypte de la chapelle Saint-Michel).

## La lavande de Venzone
- Maison de la lavande

## Films tournés à Venzone
- 1957 : L'Adieu aux armes de Charles Vidor
- 1959 : La Grande Guerre de Mario Monicelli, avec Alberto Sordi, Vittorio Gassman, et Bernard Blier.

## Fêtes, foires
- Fête de la courge (Festa della Zucca)

## Administration
| Période                                  | Période | Identité | Étiquette | Qualité |
| ---------------------------------------- | ------- | -------- | --------- | ------- |
|                                          |         |          |           |         |
| Les données manquantes sont à compléter. |         |          |           |         |

### Communes limitrophes
Amaro, Bordano, Cavazzo Carnico, Gemona del Friuli, Lusevera, Moggio Udinese, Resia, Resiutta

## Galerie photographique

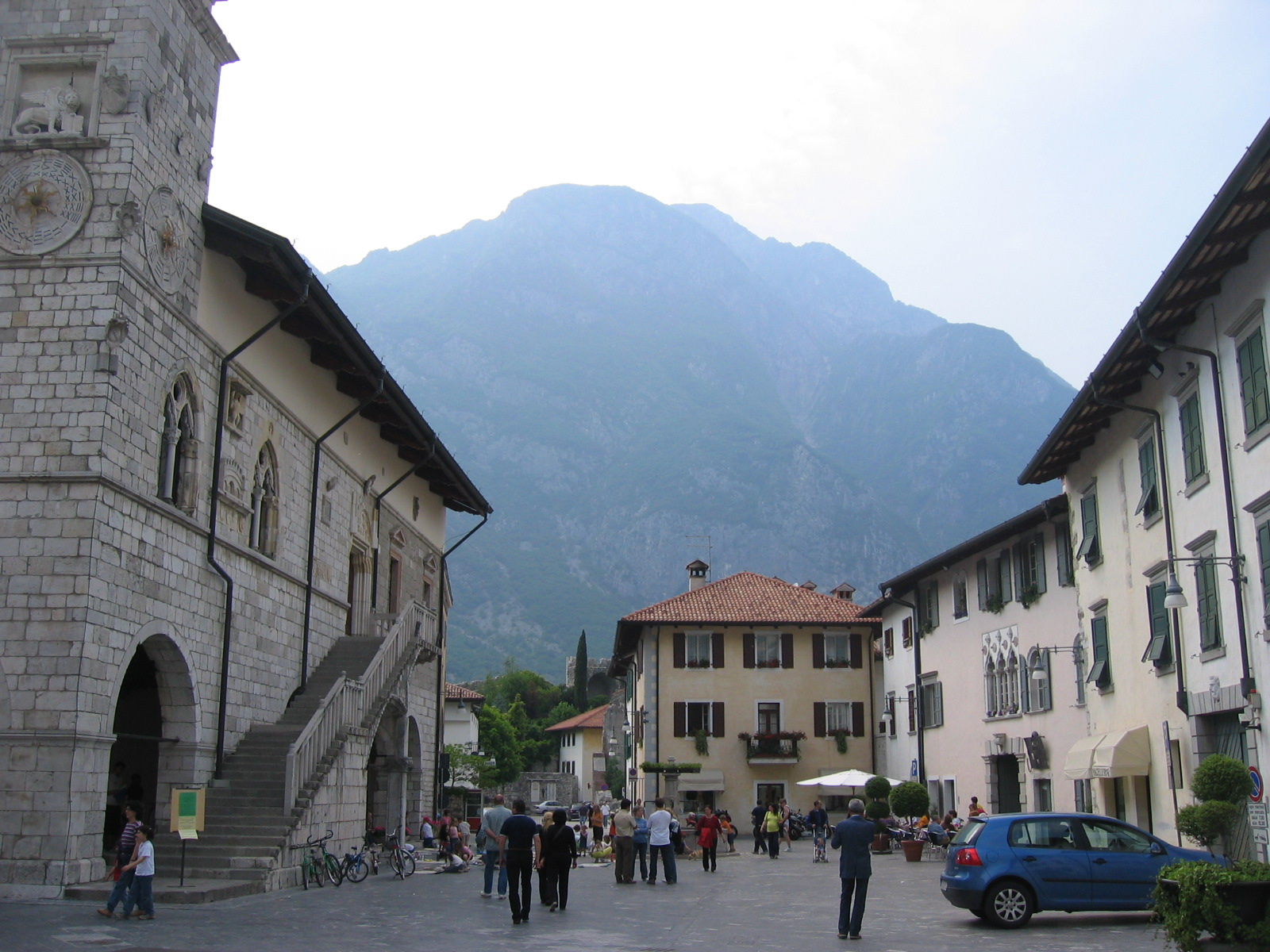
La place de la Mairie.
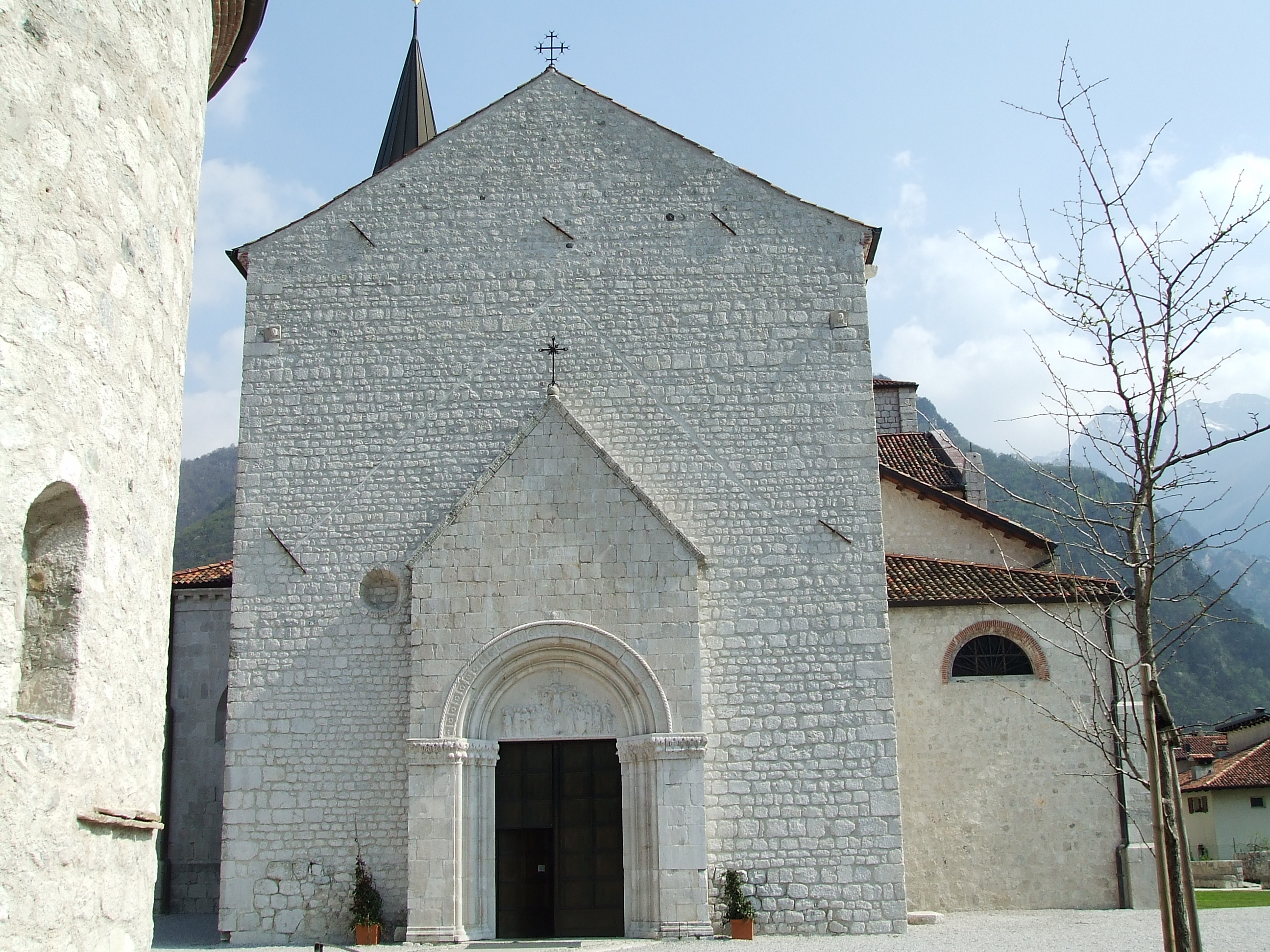
Façade de la cathédrale.
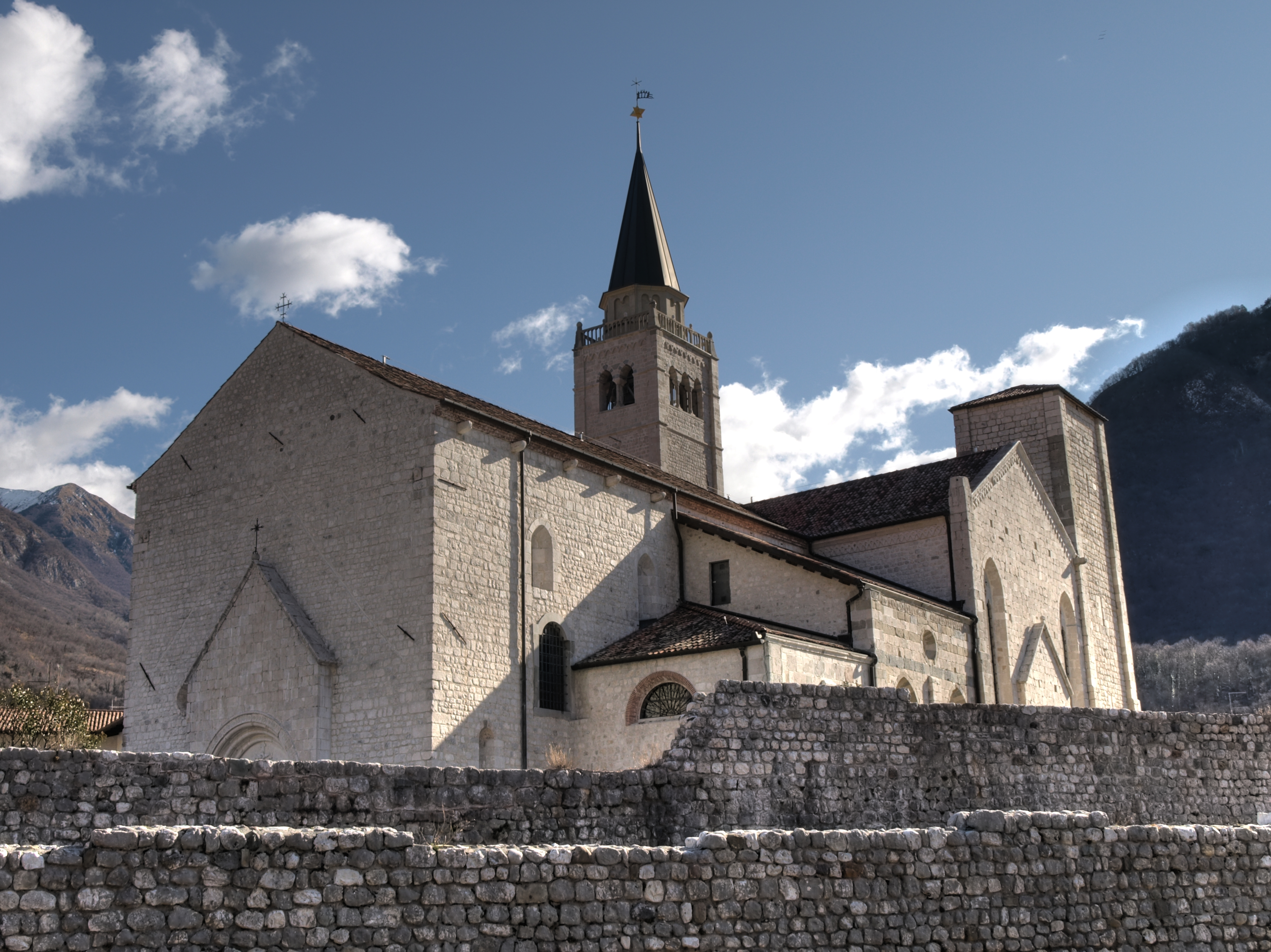
Cathédrale et murailles.
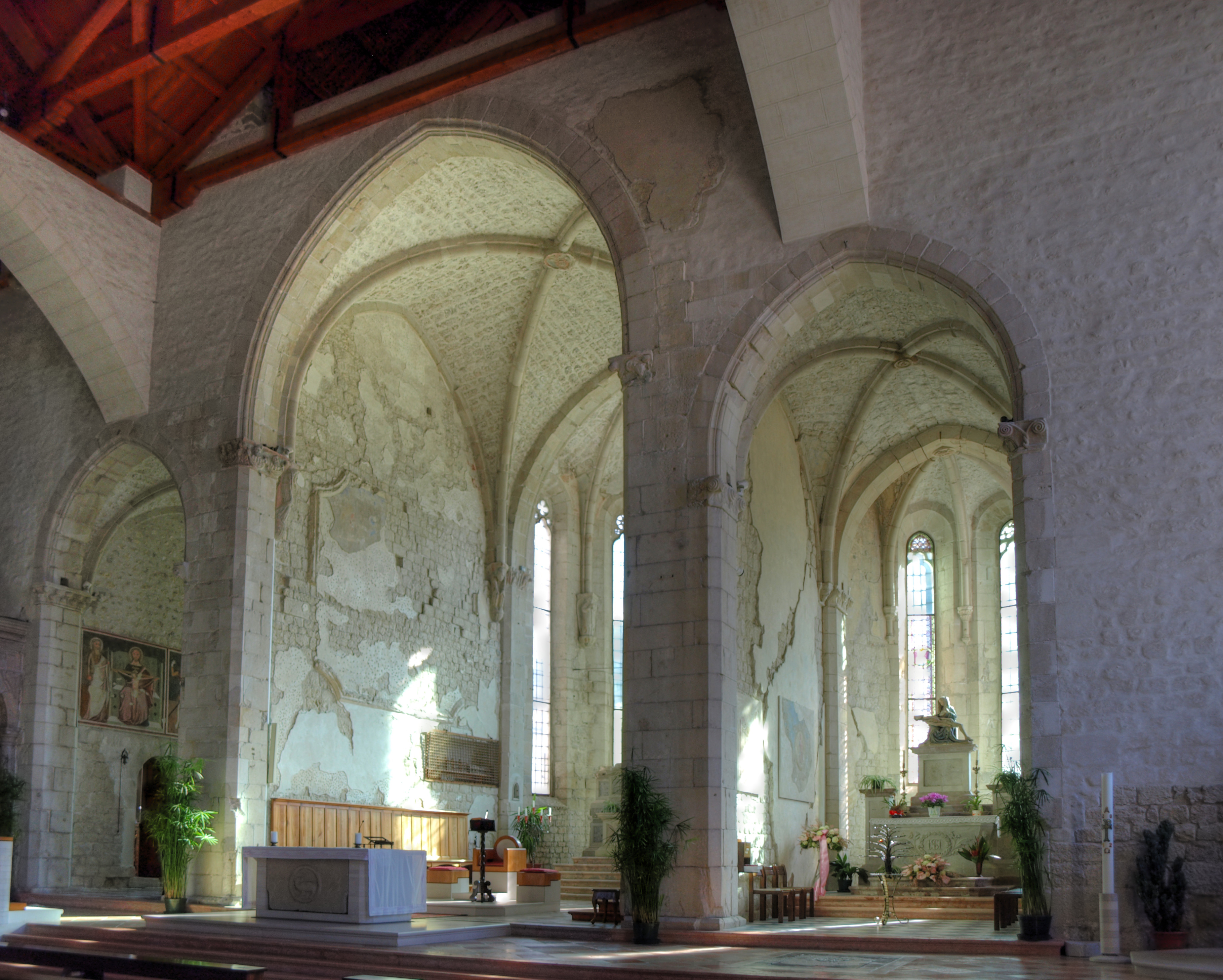
Cathédrale Saint-André.
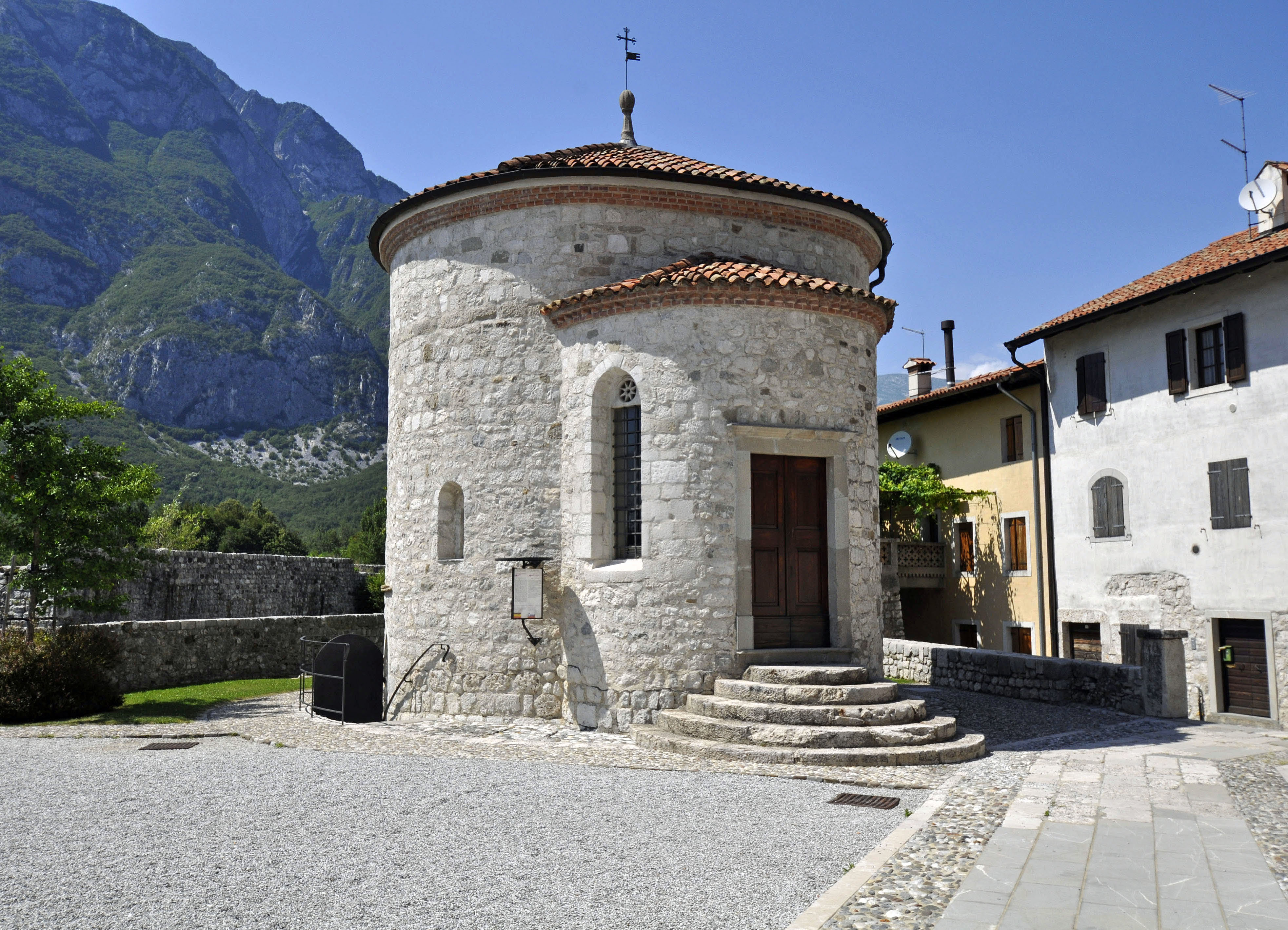
Baptistère (église San Michele).